# 山口連隊区
山口連隊区（やまぐちれんたいく）は、大日本帝国陸軍の連隊区の一つ。前身は山口大隊区である。山口県の一部または同県全域の徴兵・召集等兵事事務を取り扱った。実務は山口連隊区司令部が執行した。1945年（昭和20年）、同域に山口地区司令部が設けられ、地域防衛体制を担任した。

## 沿革
1888年（明治21年）5月14日、大隊区司令部条例（明治21年勅令第29号）によって山口大隊区が設けられ、陸軍管区表（明治21年勅令第32号）により山口県全域が管轄区域に定められた。第5師管第9旅管に属した。1890年（明治23年）5月20日、管轄区域の一部を小倉大隊区へ移管した。
1896年（明治29年）4月1日、山口大隊区は連隊区司令部条例（明治29年勅令第56号）によって連隊区に改組され、旅管が廃止となり第5師管に属した。1898年10月13日、司令部は吉敷郡上宇野令村に移転した。
1903年（明治36年）2月14日、陸軍管区表が改正され、再び旅管が採用され連隊区は第5師管第21旅管に属した。
日本陸軍の内地19個師団体制に対応するため陸軍管区表が改正（明治40年9月17日軍令陸第3号）となり、1907年（明治40年）10月1日、岩国連隊区などが創設され、管轄区域の変更が実施された。
1925年（大正14年）4月6日、日本陸軍の第三次軍備整理に伴い陸軍管区表が改正（大正14年軍令陸第2号）され、同年5月1日、旅管は廃され引き続き第5師管の所属となり、岩国連隊区が廃止され管轄区域が大幅に変更された。
1940年（昭和15年）8月1日、山口連隊区は西部軍管区広島師管に属することとなった。1941年（昭和16年）4月1日、管轄区域が山口県全域となった。
1945年2月11日、広島師管が中部軍管区に編入された。同年には作戦と軍政の分離が進められ、軍管区・師管区に司令部が設けられたのに伴い、同年3月24日、連隊区の同域に地区司令部が設けられた。地区司令部の司令官以下要員は連隊区司令部人員の兼任である。同年4月1日、広島師管は広島師管区と改称された。同年6月12日、広島師管区は中国軍管区に改組された。

## 管轄区域の変遷
1888年5月14日、陸軍管区表（明治21年勅令第32号）が制定され、山口大隊区の管轄区域は山口県全域となった。1890年5月20日、管轄の赤間関市・豊浦郡を小倉大隊区へ移管し、管轄区域は次のとおり変更された。
- 山口県

大島郡・玖珂郡・熊毛郡・都濃郡・佐波郡・吉敷郡・厚狭郡・美祢郡・大津郡・阿武郡・見島郡
1896年4月1日、連隊区へ改組された際に管轄区域の変更はなかったが、郡制施行による郡の統廃合により陸軍管区表が改正（明治29年12月4日勅令第381号）され、1897年（明治30年）4月1日に阿武郡・見島郡が阿武郡に変更された。
1907年10月1日、岩国連隊区などが新設されたことに伴い、管轄区域が陸軍管区表（明治40年9月17日軍令陸第3号）により次のとおり定められた。大島郡・玖珂郡・熊毛郡を岩国連隊区へ移管した。
- 山口県

吉敷郡・阿武郡・佐波郡・都濃郡・美祢郡・大津郡・厚狭郡
1913年（大正2年）12月1日、厚狭郡を小倉連隊区へ移管した。1915年（大正4年）9月13日、熊毛郡を岩国連隊区から編入した。
1925年5月1日、陸軍管区表の改正に伴い岩国連隊区が廃止され、旧岩国連隊区から玖珂郡・大島郡を、小倉連隊区から宇部市・厚狭郡を編入した。変更後の管轄区域は次のとおり。
- 山口県

宇部市・厚狭郡・美祢郡・大津郡・吉敷郡・阿武郡・佐波郡・都濃郡・熊毛郡・玖珂郡・大島郡
1931年（昭和6年）1月1日、山口市を、1932年（昭和7年）10月1日、萩市を、1937年（昭和12年）7月19日、徳山市・防府市を、1940年（昭和15年）1月10日、下松市を、1940年8月1日、岩国市をそれぞれ加えた。
1941年4月1日、小倉連隊区から下関市・豊浦郡を移管し、管轄区域が山口県全域となり、その後、廃止されるまで変更はなかった。

## 司令官
山口大隊区
- （心得）松田憲信 歩兵大尉：1888年5月14日 -
- 佐々木透 歩兵少佐：1895年9月14日[20] - 不詳

山口連隊区
- 井上正永 歩兵中佐：不詳 - 1898年10月1日
- 糸賀虎次郎 憲兵少佐：1898年10月1日 - 1901年10月1日
- 糸賀虎次郎 後備憲兵少佐：1901年10月1日 - 1902年8月30日
- 小笠原松熊 歩兵少佐：1902年8月30日 -
- 高島嘉蔵 歩兵少佐：不詳 - 1905年11月11日
- 武井瀧次郎 歩兵少佐：1905年11月11日 -
- 矢島為三郎 歩兵中佐：1906年2月14日 - 10月15日
- 杉村愿簡 歩兵中佐：1906年10月15日 - 1907年3月15日
- 小川公四郎 歩兵少佐：1907年3月15日 - 11月13日
- 立永勝三郎 歩兵少佐：1907年11月13日 - 1913年8月22日
- 小野田一 歩兵中佐：1913年8月22日 - 1918年7月24日[21]
- 林仙之 歩兵中佐：1918年7月24日[21] - 1919年7月25日
- 相良憲太 歩兵大佐：1919年7月25日 -
- 石橋庸五郎 歩兵大佐：不詳 - 1928年8月10日[22]
- 内藤稠彦 歩兵大佐：1928年8月10日[22] -
- 中村音吉 歩兵大佐：1929年8月1日 - 1931年8月1日[23]
- 館余惣 歩兵大佐：不詳 - 1933年8月1日[24]
- 長嶋崧 歩兵大佐：1933年8月1日[24] -
- 加藤保太郎 歩兵大佐：1936年3月7日 - 1938年3月1日[25]

山口連隊区兼山口地区司令官
- 来島新一 陸軍少将：1945年3月31日[26] -

山口連隊区
- 来嶌則和 陸軍少将：1945年10月18日[27] -